# 무로하라촌
무로하라촌(일본어: 室原村)은 일본 기후현 후와군에 설치되었던 촌이다. 현재의 요로군 요로정에 해당한다.

## 참고 문헌
- 角川日本地名大辞典編纂委員会,『角川日本地名大辞典 21 岐阜県』1980, 角川書店